# Ваља Пекиј (Арђеш)
Ваља Пекиј (рум. Valea Pechii) насеље је у Румунији у округу Арђеш у општини Скиту-Голешти. Oпштина се налази на надморској висини од 504 m.

## Становништво
Према подацима из 2002. године у насељу је живело 628 становника, од којих су сви румунске националности.